# Treasures on Earth
Treasures on Earth è un cortometraggio muto del 1914 diretto da Edgar Jones.

## Produzione
Il film fu prodotto dalla Lubin Manufacturing Company.

## Distribuzione
Distribuito dalla General Film Company, il film uscì nelle sale cinematografiche USA il 29 gennaio 1914.